# Vive le vent
Vive le vent è una raccolta postuma della cantante italo-francese Dalida, pubblicata l'8 dicembre 2023 da Universal Music France.
Si tratta di una compilation di brani a tema Natalizio. 
Al suo interno è presente anche una nuova versione, remixata per l'occasione, del brano Vive le Vent.
Questa compilation è stata riedita anche il 13 dicembre 2024, in formato LP, con il medesimo titolo ma con una copertina differente. Sono presenti, all’interno, soltanto 14 brani rispetto ai 24 proposti nel CD originale del 2023.

## Tracce
1. Vive le vent (versione remix 2023)
2. Pour vous
3. Dans le bleu du ciel bleu
4. Le petit clair de lune
5. Bientôt
6. Que la vie était jolie
7. Petit papa Noël
8. Noël blanc
9. Douce nuit, sainte nuit
10. Le temps des fleurs
11. Bras dessous, bras dessous
12. Va petite étoile
13. Petit homme
14. Pilou pilou he
15. C’est ça l’amore
16. Reviens-moi
17. Mélodie pour un amour
18. Lucas
19. Dix mille bulles bleues
20. J’ai rêvé
21. Amstramgram
22. Les marrons chauds
23. Bye bye
24. Vive le vent (versione originale)